# Chiesa di Santa Maria Assunta (Campo di Trens)
La chiesa di Santa Maria Assunta (in tedesco Pfarrkirche Maria Himmelfahrt) è anche nota come santuario di Maria Trens ed è la parrocchiale di Trens, frazione di Campo di Trens in provincia autonoma di Bolzano. Appartiene al decanato di Vipiteno della diocesi di Bolzano-Bressanone e risale al XIV secolo.

## Storia

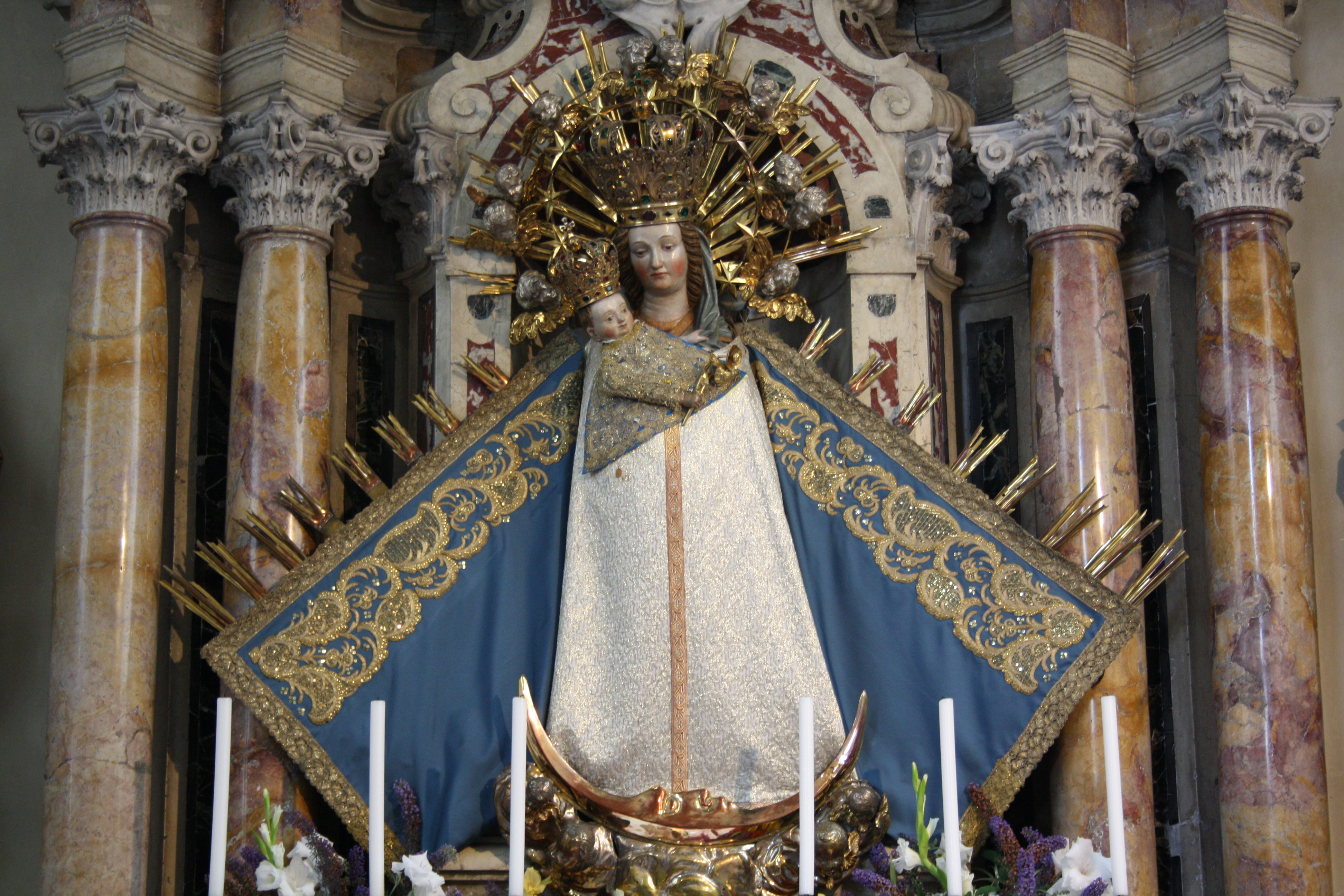
Statua raffigurante Santa Maria Assunta, anche nota come Madonna della Valanga, meta di venerazione e oggetto di pellegrinaggio.

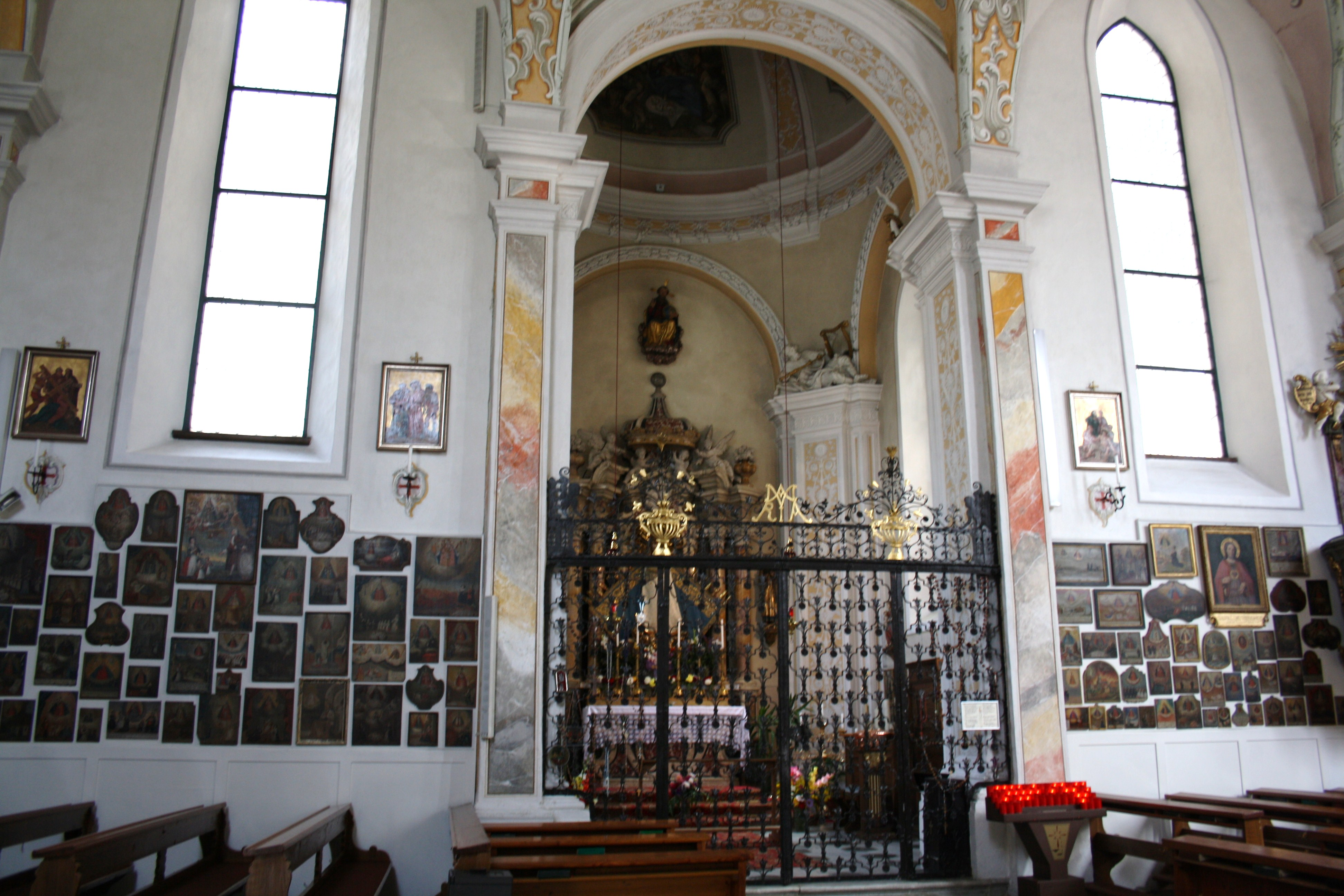
Ex voto ai lati della zona del santuario mariano all'interno della sala.

La prima fonte storica attestante il luogo di culto a Trens risale al 1345 quando da Avignone, allora sede papale con Clemente VI, fu assegnata un'indulgenza perché venisse edificata una chiesa con dedicazione a Santa Maria nella località altoatesina. Sin da subito divenne meta di pellegrinaggio e già nel XV secolo fu oggetto di lavori di ampliamento.

### Leggenda legata al santuario
Secondo tradizione popolare la statua raffigurante la Vergine Maria fu ritrovata intatta sotto una frana e un contadino la portò nella propria abitazione. Il mattino successivo la statua, sparita dalla casa, sarebbe ricomparsa nella cappella del paese vicina alla parrocchiale. Da quel momento iniziò la venerazione e cominciò il pellegrinaggio dei fedeli che desideravano rendere omaggio alla statua miracolosa.

## Descrizione

### Esterno
Il luogo di culto si trova accanto all'area del cimitero della comunità, a Trens. La facciata a capanna con due spioventi è austera e semplice, in pietra a vista, segnata da una sottile cornice marcapiano. Il portale di accesso ha una cornice con arco acuto, è arricchito da affreschi ed è protetto da una tettoia larga e poco profonda in legno. Un piccolo oculo si trova nella parte centrale del prospetto. La torre campanaria si trova sulla destra, in posizione arretrata. La cella si apre con quattro finestre a monofora suddivise però al centro da un'esile colonna. La copertura è a forma di piramide a base ottagonale acuta con tegole di colore tendente al rosso.

### Interno
Gli interni sono arricchiti dagli affreschi dell'artista viennese Joseph Adam von Mölk che hanno come soggetto scene della vita di Santa Maria Assunta.
L'immagine ritenuta miracolosa è una statua lignea policroma realizzata circa nel 1470 da un artigiano che rimase sconosciuto ma appartenente alla scuola di Ulm Hans Multscher.